# کاروانسرای میرزا کاظم
کاروانسرای میرزا کاظم مربوط به دوره قاجار است و در همدان، سرای میرزاکاظم، شرق خیابان اکباتان واقع شده و این اثر در تاریخ ۳ اسفند ۱۳۷۷ با شمارهٔ ثبت ۲۲۲۴ به‌عنوان یکی از آثار ملی ایران به ثبت رسیده است.